# Panton (Stany Zjednoczone)
Panton – miasto w Stanach Zjednoczonych, w stanie Vermont, w hrabstwie Addison.